# セクストゥス・ポンペイウス (紀元前35年の執政官)
セクストゥス・ポンペイウス（ラテン語: Sextus Pompeius、生没年不明）は紀元前1世紀中期の共和政ローマの政治家・軍人。紀元前35年に執政官（コンスル）を務めた。

## 出自
プレブス（平民）であるポンペイウス氏族の出身。氏族が高位政務官に就任するようになったのは紀元前2世紀になってからで、氏族最初の執政官は紀元前141年のクィントゥス・ポンペイウスである。キケロによれば、ポンペイウス家は「取るに足らない、あまり知られていない家系」で、クィントウスはキャリアにおいて先祖の功績に頼ることができなず、父親がフルート奏者だったという噂さえある。
セクストゥスの父も祖父もプラエノーメン（第一名、個人名）がセクストゥスであるが、それ以外は不明である。

## 経歴
カピトリヌスのファスティの該当部分は欠落しているが、現存するいくつかの碑文やカッシウス・ディオの著作から、セクストゥスが紀元前35年に執政官に就任したことが分かる。執政官を務めたのは8月末までで、9月1日にはティトゥス・ペドゥカエウスが補充執政官に就任している。それ以外のことは一切不明である。
同名のセクストゥス・ポンペイウス（グナエウス・ポンペイウスの息子）は父が死去した後も反乱を続けていたが、紀元前39年のミセヌム条約で第二回三頭政治側と講和し、後日執政官に就任することが約束されていた。しかし紀元前36年に再び反乱を起こし、これは不可能になった。このため、同じ氏族で、プラエノーメンも同じである本記事のセクストゥスを執政官としたのかもしれない。

## 参考資料

### 古代の資料
- カッシウス・ディオ『ローマ史』
- プルタルコス『王と将軍たちの名言集』
- マルクス・トゥッリウス・キケロ『ブルトゥス』
- マルクス・トゥッリウス・キケロ『ウェッレス弾劾』

### 研究書
- Broughton, T. Robert S. (1952). The Magistrates of the Roman Republic. Volume II, 99 BC - 31 BC. New York: The American Philological Association
- Miltner F. Pompeius 1 // Paulys Realencyclopädie der classischen Altertumswissenschaft . - 1952. - T. XXI, 2 . - P. 2053.
- Salomies, O. To the Fasti consulares of Tauromenium. In: Journal of Papyrology and Epigraphy . Volume 86, 1991
- Stern G. Women, Children and Senators on the Ara Pacis Augustae (Berk. dissertation 2006)